# Universidad Nacional de Kiev de Construcción y Arquitectura

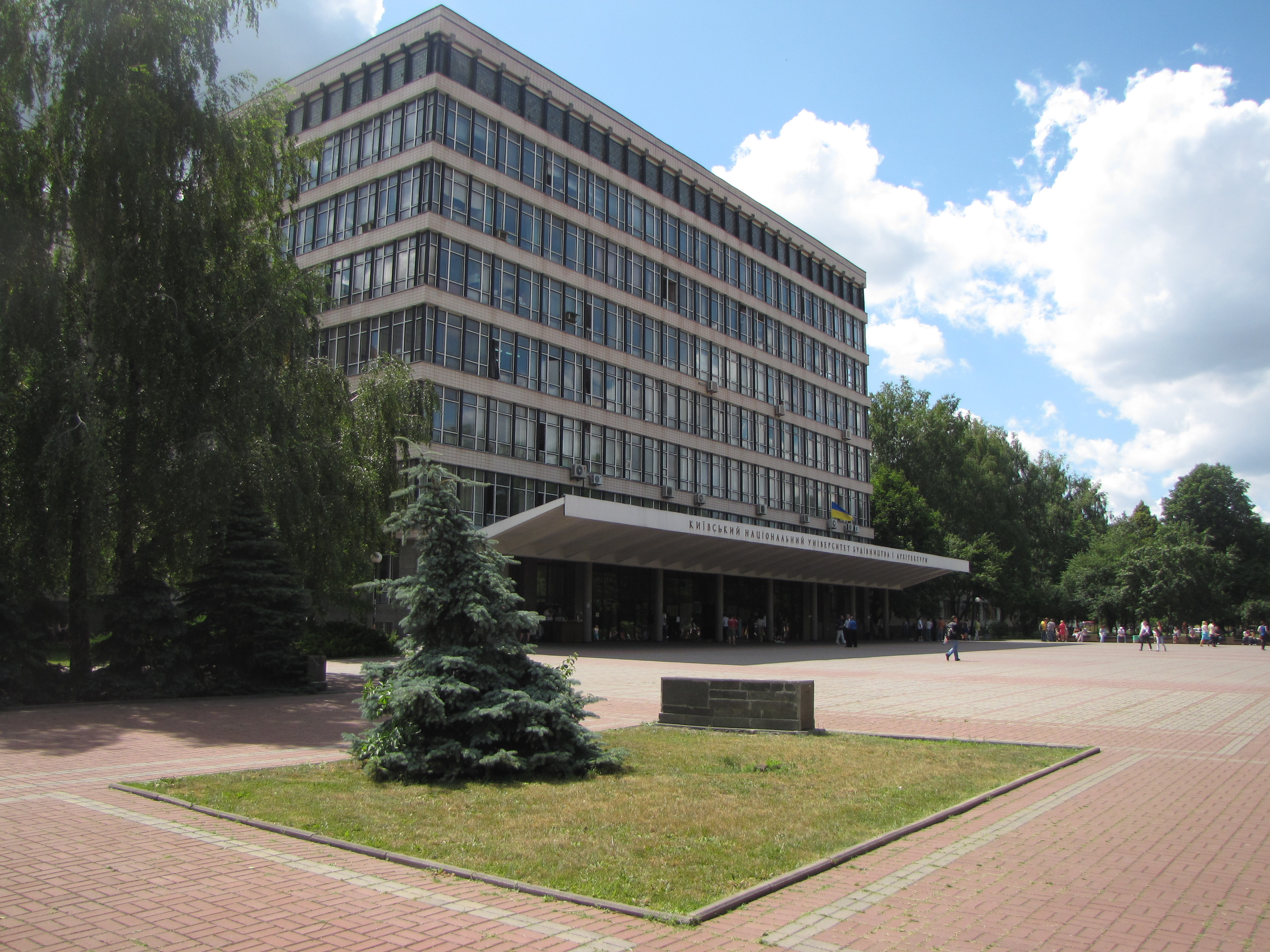
Edificio principal de la universidad.

Universidad Nacional de Kiev de la Construcción y Arquitectura (KNUCA); en ucraniano: Київський національний університет будівництва і архітектури; en inglés: Kiev National University of Construction and Architecture, (KNUCA); a veces Kiev Civil Engineering Institute, antiguamente conocida como KICI (Instituto de Ingeniería y Construcción de Kiev), es una universidad ucraniana fundada en 1930.

## Descripción
Fue fundada en 1930 como Instituto del Ingeniería y Construcción de Kiev, sobre la base de la Facultad de Construcción del Instituto Politécnico de Kiev y de la Facultad de Arquitectura del Instituto de Arte de Kiev.
Por decreto del gabinete de ministros de Ucrania del 13 de agosto de 1993, pasó a llamarse Universidad Técnica de Kiev de la Construcción y la Arquitectura y desde el 28 de  febrero de 1999, por decreto del presidente de Ucrania (217/99), la universidad fue denominada como "Universidad Nacional de Kiev de la Construcción y de la Arquitectura".
El trabajo educativo y científico en la institución es organizado y realizado a través de más de 40 cátedras, con cerca de 700 profesores e instructores. Estudian en ella alrededor de 7500 estudiantes. Después de la graduación se pueden obtener los grados de Especialista y también de Master of sciences. Para los graduados existen cerca de 30 especializaciones disponibles en la universidad, pudiendo seguir luego estudios de Doctorado bajo dirección de experimentados consejeros.

## Facultades
- Construcción (Construction Department)
- Planeamiento Urbano (City Development Department)
- Construcción y Tecnología de la construcción (Construction Technological Department)
- Arquitectura (Architecture)
- Ingeniería Sanitaria (Sanitary Engineering Department)
- Ciencias de la Computación y Tecnologías Informáticas (Automation and Informational Technologies Department)
- Centro de Aprendizaje a Distancia (Distance Learning Centre)

## Cooperaciones y Sociedades
- "Fachhochschule Augsburg", Alemania
- "FernUniversität Hagen", Alemania
- "HAWK Hochschule für angewandte Wissenschaft und Kunst Hildesheim/Holzminden/Göttingen", Alemania
- "Technische Universität Carolo Wilhelmina Braunschweig", Alemania
- "Fachhochschule Technikum Kärnten", Austria
- "VGTU Vilniaus Gedimino technikos universitetas", Lituania
- "Staatliche Technische Universität Donezk" (DonSTU), Ucrania